# Tony Kelly (fotografo)
Tony Kelly (Dublino, 1975) è un fotografo irlandese.
Inizialmente impegnato come fotografo di cronaca in Irlanda, dal 2020 vive a Los Angeles dove lavora come fotografo di moda e d'arte.

## Biografia
Nato in Irlanda, Kelly ha lavorato da adolescente come fotoreporter. Lavorando per l'Independent News Group, ha coperto il conflitto in Afghanistan per diversi anni, prima di passare successivamente alla fotografia di moda. Nel 1996, la sua foto di un bacio tra i musicisti Bono e Liam Gallagher ha attirato ulteriore attenzione e ha indotto un cambiamento nella sua carriera.
Kelly si è poi trasferito negli Stati Uniti e dal 2013 risiede a Los Angeles. Il suo lavoro è stato pubblicato su riviste come Vanity Fair, Playboy, GQ e Cosmopolitan. Il suo lavoro è stato descritto da GQ España come "irriverente e provocatorio" e dalla rivistaPhoto come "spontaneo e iperenergetico". La rivista Photo ha anche affermato che "il suo stile appariscente ha conquistato il mondo della moda".
Kelly ha pubblicato due libri sul suo lavoro. Il primo, intitolato "Tony's Toys", è stato autopubblicato nel 2014. Il suo secondo libro, "Taken! Entertaining Nudes by Tony Kelly", è stato pubblicato nel settembre 2016 da teNeues.